# Podargidae
Los podárgidos o podargos (Podárgidos) son una familia de aves caprimulgiformes. Son aves nocturnas relacionadas con los chotacabras que se distribuyen desde la India, a través del sur de Asia, hasta Australia.

## Características
Se caracterizan por su pico, grande, chato y encorvado, que utilizan para cazar insectos. Su vuelo es débil. Descansan horizontalmente en las ramas durante el día, camuflados por su plumaje. Ponen tres huevos blancos en la horqueta de una rama; incuba la hembra por la noche y el macho durante el día.

## Diversidad
Las tres especies de Podargus son de gran tamaño, y están restringidas a Australia y Nueva Guinea. Tienen un pico grande, ancho y plano.  
Las diez especies del género Batrachostomus se encuentran en Asia tropical. Tienen un pico más pequeño y más redondeado. 
Otras investigaciones sugieren que los dos géneros no están tan estrechamente emparentados como se pensaba, y que las especies asiáticas deberían separarse en una nueva familia, denominada Batrachostomidae.

## Géneros y especies

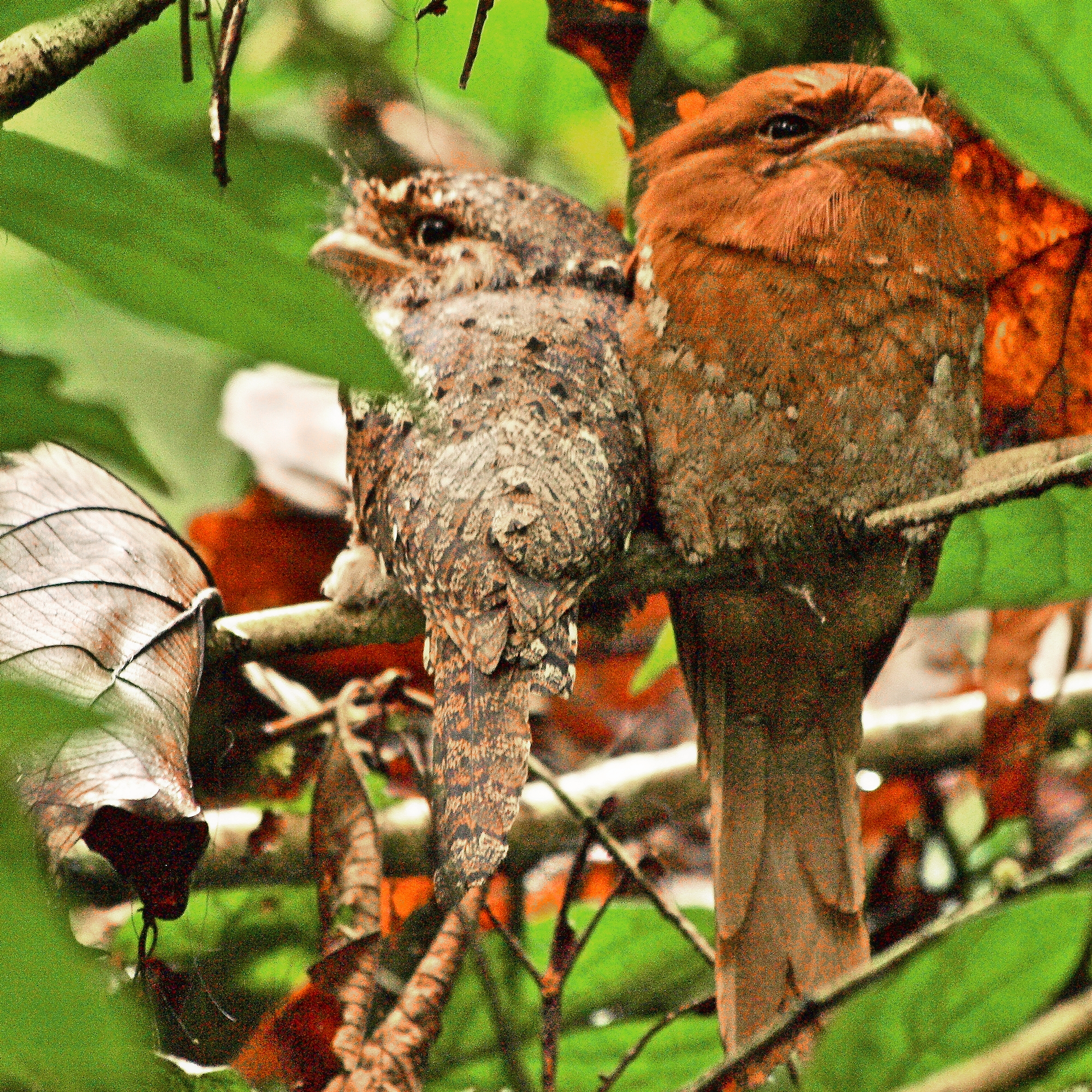
Batrachostomus moniliger

Los podárgidos incluyen tres géneros y 16 especies:
- Género Podargus
  - Podargus strigoides - podargo australiano;
  - Podargus ocellatus - podargo ocelado;
  - Podargus papuensis - podargo papú;
- Género Batrachostomus
  - Batrachostomus auritus - podargo orejudo;
  - Batrachostomus harterti - podargo del Dulit;
  - Batrachostomus septimus - podargo filipino;
  - Batrachostomus stellatus - podargo estrellado;
  - Batrachostomus moniliger - podargo de Ceilán;
  - Batrachostomus hodgsoni - podargo colilargo;
  - Batrachostomus poliolophus - podargo colicorto;
  - Batrachostomus mixtus - podargo de Borneo;
  - Batrachostomus javensis - podargo de Java;
  - Batrachostomus affinis - podargo de Blyth;
  - Batrachostomus chaseni - podargo de Palawan;
  - Batrachostomus cornutus - podargo cornudo;
- Género Rigidipenna
  - Rigidipenna inexpectata - podargo de las Salomón.